# V513 Андромеды
V513 Андромеды (лат. V513 Andromedae) — двойная затменная переменная звезда типа Алголя (EA) в созвездии Андромеды на расстоянии приблизительно 4064 световых лет (около 1246 парсеков) от Солнца. Видимая звёздная величина звезды — от +13,2m до +12,8m. Орбитальный период — около 3,76 суток.

## Характеристики
Первый компонент — жёлтая звезда спектрального класса G8. Радиус — около 4,62 солнечных, светимость — около 11,528 солнечных. Эффективная температура — около 5610 K.